# Chủng tử lục nghĩa
Chủng tử lục nghĩa (zh. zhŏngzǐ liùyì 種子六義, ja. shushi rokugi) là từ chỉ sáu đặc trưng của chủng tử: 
1. Sát-na diệt (zh. 刹那滅): Các chủng tử hiện hành và biến mất trong từng khoảnh khắc (sát-na), rồi hiện hành những chủng tử mới tương ứng kéo dài trong thoáng chốc rồi lại biến mất, tạo ra những chủng tử mới và tiếp tục như vậy mãi. Các chủng tử chỉ có thể hiện hữu nhất thời, bởi vì cái tồn tại vĩnh hằng không có khả năng để tạo tác;
2. Quả câu hữu (zh. 果倶有): Chủng tử có mặt đồng thời với sự biểu hiện của chúng;
3. Hằng tuỳ chuyển (zh. 恒隨轉): Chủng tử thực hiện chức năng song song với thức tương ứng;
4. Tính quyết định (zh. 性決定): Chủng tử có cùng phẩm tính như sự hiện hành của chúng;
5. Đãi chúng duyên (zh. 待衆縁): Chủng tử chỉ có thể hiện hành sau khi những nhân duyên cần thiết có mặt.
6. Dẫn tự quả (zh. 引自果): Mỗi chủng tử đều có sự biểu hiện riêng biệt, không như những chủng tử khác. Những điểm này được định nghĩa trong Nhiếp đại thừa luận thích (zh. 攝大乘論釋).